# 1168
1168 (MCLXVIII) je bilo prestopno leto, ki se je po julijanskem koledarju začelo na ponedeljek.

## Dogodki

### Danski križarski pohod proti pribaltskim Vendom
- Danski škof Absalon, desna roka kralja Valdemarja I., napade poganske pribaltske Slovane (Vende, še natančneje - ljudstvo Rani na otoku Rügen), ki so v preteklosti sezonsko ustrahovali Dansko.↓

- → Absalon v enem napadu uniči središče vendskih piratskih operacij, trdnjavo Arkono, skupaj s svetiščem posvečenim bogu Svetovidu. Preživeli se uklonijo in sprejmejo krščanstvo.↓
- → Po hitrem in nenadejanem padcu Arkone brezpogojno kapitulirajo še vsa ostala naselja ljudstva Rani. Absalon ukaže uničenje poganskih templjev ter začne s pokristjanjevanjem in postavljanjem temeljev cerkva. ↓
- → Po uspešno zaključeni kampanji Absalon razpusti večino mornarice.

### Invazija na Egipt 1168-69
- september - Jeruzalemski kralj Amalrik I. sklene preko ambasadorja Vilijema iz Tira tajno zavezništvo z bizantinskim cesarjem Manuelom I. Komenom.↓
- oktober → Kralj Amalrik in cesar Manuel skupno nastopita proti Egiptu, ki ga vodi fatimidski regent Šhavar. Jeruzalemska kraljevina je formalno še vedno v zavezniškem dogovoru s Fatimidskim kalifatom proti sirskemu vladarju Nur ad-Dinu, zato kot casus belli Amalrik obtoži Šhavarja, da se skrivoma dogovarja z Nur ad-Dinom. ↓
- 20. oktober → Križarji odplujejo iz Askalona proti Egiptu, ne da bi čakali na bizantinske zaveznike. Od viteških redov se pohodu pridružijo Hospitalci, bojkotirajo ga pa Templarji, ki so usmerili večino diplomatskih naporov v zavezništvo med kraljevino in Egiptom. ↓
- 4. november → Križarji izvedejo masaker nad prebivalci Bilbeisa in ne delajo razlik med koptskimi kristjani, ki so jih sprva pričakovali kot osvoboditelje, in muslimani. ↓
- 22. december → Fatimidski regent Šhavar do tal požge prestolnico Fustat (današnji Stari Kairo). S požigom odvrne križarje od zavzetja. Mesto gori skoraj dva meseca. ↓
- → Šhavar zdaj res pozove na pomoč Damask. Nur ad-Din (ponovno) pošlje generala Širkuha in njegovega svetovalca Saladina. 1169 ↔

### Ostalo
- 1. februar - Poroka med saksonskim vojvodom, glavo hiše Welf Henrikom Levom z Matildo Angleško, hčerko angleškega kralja Henrika II.

- 4. februar - Umrlega flandrijskega grofa Thierryja Alzacijskega nasledi sin Filip.
- Sicilsko kraljestvo: kraljica-regentinja Margareta Navarska odslovi domov svojega problematičnega brata Henrika. Še preden se le-ta vkrca v ladjo mu uspe zakuhati upor v Messini. Upor, ki naj bi bil naperjen proti kraljičinemu kanclerju nadškofu Palerma Štefanu iz Percheja, se razširi po vsej Siciliji in kancler Štefan pobegne v tujino.↓
- → junij - Kraljičin uponi brat Henrik Navarski se preda in podredi kraljici Margareti, ki ga namesto, da bi ga kaznovala in s tem razjezila upornike, raje nagradi.
- september - Umrlega protipapeža Pashala III. nasledi Kalist III.
- 24. oktober - Umrlega neverškega grofa Vilijema IV. nasledi mlajši brat Gvido.
- Angleški princ Rihard je povzdignjen v akvitanskega vojvodo.
- Roberta de Beaumonta, 3. grofa Leicestra nasledi istoimenski sin.
- Knez Vladimir-Suzdala Andrej Bogoljubski zavzame in opleni Kijev. Glavni cilj so številne relikvije in ikone, mdr. priljubljena Vladimirska Bogorodica. Kijev, ki je bil sedež velikih knezov Rusije, po oplenitvi zdrsne na raven provincialnega mesta.
- Japonska: mladoletni cesar Rokudžo je odstavljen, nasledi ga nič kaj starejši 80. cesar Takakura. Niti iz ozadja še vedno vodi bivši 77. cesar in njegov oče Go-Širakava
- Burma: po smrti paganskega kralja Alaungsithuja zapade Burma v stanje anarhije, ki traja skoraj dve desetletji.

## Rojstva
- Abraham ben Majmon, arabski judovski teolog, rabin, filozof († 1237)
- Hugo IX. Lusignanski, grof La Marcheja, križar († 1219)
- Kalojan Klavec Romanov, bolgarski car († 1207)
- cesar Ningzong, dinastija Song († 1224)

## Smrti
- 4. februar - Thierry Alzacijski, flandrijski grof, križar (* 1099)
- 20. september - protipapež Pashal III.
- 24. oktober - Vilijem IV., neverški grof (* 1130)
- Alaungsithu, burmanski kralj, dinastija Pagan (* 1089)
- Robert de Beaumont, angleški plemič, kancler, 2. grof Leicester  (* 1104)